# 제5전구군지역사령부
제5전구군지역사령부(5th Theater Army Area Command)는 미국 육군의 지원 사령부 중 하나였다.

## 역사
1951년 7월 15일부터 1958년 6월 14일까지 있었던 COMZEUR, Base Section(→기지영역)이 제5군수사령부로 재편성되었고, 제5군수사령부는 1958년 6월 15일부터까지 1960년 3월 1일까지 존재하였다.
1962년, 남유럽 태스크포스의 군수사령부로서 재소집되었다.
1964년 5월 5일부터 7일까지 캘리포니아주와 애리조나주, 네바다주의 인접 경계 사이에 설정되어 있던 캘리포니아-애리조나 기동지역에서 3일간의 사막 타격 연습(Exercise Desert Strike)에서 JTF 모하비(Joint Task Force Mojave)에 동원되었다. 이 연습은 제2차 세계 대전 이후로 가장 큰 FTX였다.
1980년 12월 29일, 제5지원사령부로 재편성되었다.
1989년 8월 13일, 제5전구군지역사령부로 재편성되었다. 남유럽 태스크포스와 본부를 병합하였다.
1993년 8월, 제5전구군지역사령부는 해산하였다.

## 전투 서열

- 남유럽 태스크포스, 1989년

## 기록

### 소속
- COMZEUR, 1958년 6월 15일
- 남유럽 태스크포스(SETAF), 1962년
- 제18(XVIII)공수군단, 1964년: 사막타격연습

### 계보
- 1958년 6월 15일, 5th Logistical Command
→5군수사령부
- 1980년 12월 29일, 5th Support Command
→제5지원사령부
- 1989년 8월 13일, 5th Theater Army Area Command
→제5전구군지역사령부

## 참고
1. ↑  “Base Section, USAREUR Com Z”. 《U.S. Army in Germany》 (영어). 2020년 11월 22일에 확인함.
2. ↑  Air University Review 1964, 3쪽.

- “Air University Review: Exercise Desert Strike” (PDF). The Professional Journal of The United States Air Force (영어). Maxwell Air force Base, AL: Air University Library. 1964. 2023년 6월 10일에 확인함.
- “5th Theater Army Area Command”. The Institute of Heraldry. 2023년 6월 10일에 확인함.